# Itzulia Women
A Itzulia Women ou Volta ao País Basco feminina é uma corrida profissional feminina por etapas que se disputa no País Basco em Espanha, em estradas de montanha, semelhantes à Clássica de San Sebastián.

## História
A Volta ao País Basco é uma corrida masculina histórica, realizada pela primeira vez em 1924. Em 2019, uma corrida de um dia para mulheres profissionais foi realizada num percurso semelhante à Clássica de San Sebastián. Em 2021, foi proposta uma 'Volta ao País Basco' para mulheres para substituir a Clássica de San Sebastián feminina.
A primeira edição da Itzulia Women aconteceu em 2022, durante 3 dias,[1] e foi vencida por Demi Vollering. O presidente das Organizações de Ciclismo Euskadi, Julián Eraso, foi criticado pelo organizador e pelos políticos locais por machismo, depois de afirmar que "quase nos obrigamos a organizar [a corrida]; é uma questão de moda".
A segunda edição, em 2023, foi dominada pelo SD Worx, com a equipa a conquistar quatro das cinco classificações. Foi vencida por Marlen Reusser.

## Palmarés
| Ano  | Vencedor       | Segundo              | Terceiro             |
| ---- | -------------- | -------------------- | -------------------- |
| 2022 | Demi Vollering | Pauliena Rooijakkers | Kristen Faulkner     |
| 2023 | Marlen Reusser | Demi Vollering       | Katarzyna Niewiadoma |
| 2024 | Demi Vollering | Mischa Bredewold     | Juliette Labous      |
| 2025 |                |                      |                      |